# Paris-Nice de 2011
A 69ª edição da Paris-Nice disputou-se entre 6 e 13 de março de 2011, com um total de 1 307 km.
Fez parte do UCI World Tour de 2011.
Como novidade não começou com uma prólogo, como vinha sendo habitual desde os últimos 15 anos, senão com uma etapa em linha.
O ganhador final foi Tony Martin depois de vencer a etapa contrarrelógio com uma ampla diferença. Acompanharam-lhe no pódio Andreas Klöden e Bradley Wiggins, respectivamente, coincidindo com os três primeiros postos de dita contrarrelógio.
Nas classificações secundárias impuseram-se Heinrich Haussler (pontos), Rémi Pauriol (montanha), Rein Taaramäe (jovens) e RadioShack (equipas).

## Equipas participantes
Tomaram parte na corrida 22 equipas: todos os de categoria UCI Pro Tour (ao ser obrigada sua participação); mais 4 franceses de categoria Profissional Continental mediante convite da organização (Bretagne-Schuller, Cofidis, le Crédit en Ligne, FDJ e Team Europcar). Formando assim um pelotão de 176 ciclistas, com 8 corredores a cada equipa, dos que acabaram 89.As equipas participantes foram:
| Equipes ProTeam (18)- Ag2r La Mondiale - Astana - BMC Racing Team - Euskaltel-Euskadi - Garmin-Cervélo - HTC-Highroad - Katusha - Lampre-ISD - Leopard-Trek - Liquigas-Cannondale - Movistar Team - Omega Pharma-Lotto - Quick Step Cycling Team - Rabobank - Team RadioShack - Saxo Bank-Sungard - Sky ProCycling - Vacansoleil-DCM Equipes profissionais Continentais (4)- Bretagne-Schuller - Cofidis, le Crédit en Ligne - Team Europcar - FDJ |
| |

## Etapas
A Paris-Nice de 2011 constou de oito etapas, repartidas em quatro etapas planas, três em media montanha e uma contrarrelógio individual para um percurso total de 1 305,5 quilómetros.
| Etapa | Data    | Percurso                                         | type                      | Distância (km) | Vencedor         | Líder geral     |
| ----- | ------- | ------------------------------------------------ | ------------------------- | -------------- | ---------------- | --------------- |
| 1     | 6 mar.  | Houdan – Houdan                                  | etapa plana               | 154,5          | Thomas De Gendt  | Thomas De Gendt |
| 2     | 7 mar.  | Montfort-l'Amaury – Amilly                       | etapa plana               | 199            | Greg Henderson   | Thomas De Gendt |
| 3     | 8 mar.  | Cosne-Cours-sur-Loire – Nuits-Saint-Georges      | etapa escarpada           | 202            | Matthew Goss     | Matthew Goss    |
| 4     | 9 mar.  | Crêches-sur-Saône – Belleville                   | etapa escarpada           | 191            | Thomas Voeckler  | Thomas De Gendt |
| 5     | 10 mar. | Saint-Symphorien-sur-Coise – Vernoux-en-Vivarais | média montanha            | 193            | Andreas Klöden   | Andreas Klöden  |
| 6     | 11 mar. | Rognes – Aix-en-Provence                         | contrarrelógio individual | 27             | Tony Martin      | Tony Martin     |
| 7     | 12 mar. | Brignoles – Biot                                 | média montanha            | 215            | Rémy Di Gregorio | Tony Martin     |
| 8     | 13 mar. | Nice – Nice                                      | média montanha            | 124            | Thomas Voeckler  | Tony Martin     |

## Desenvolvimento da corrida

### Etapa 1
| Houdan - Houdan | etapa plana | (154,5 km) |

| \| Classificação por etapas \| Classificação por etapas \| Classificação por etapas \| Classificação por etapas \| Classificação por etapas \| \| Ciclista \| Ciclista \| Equipe \| Tempo \| \| \| ------------------------ \| ------------------------ \| ------------------------ \| ------------------------ \| ------------------------ \| \| 1. \| Thomas De Gendt \| Vacansoleil-DCM \| 4h05m06s \| \| \| 2. \| Jérémy Roy \| FDJ \| + 0s \| \| \| 3. \| Heinrich Haussler \| Garmin-Cervélo \| + 0s \| \| \| 4. \| Peter Sagan \| Liquigas-Cannondale \| + 0s \| \| \| 5. \| Greg Henderson \| Team Sky \| + 0s \| \| \| 6. \| Jens Voigt \| Leopard-Trek \| + 0s \| \| \| 7. \| Wouter Weylandt \| Leopard-Trek \| + 0s \| \| \| 8. \| Danilo Wyss \| BMC Racing Team \| + 0s \| \| \| 9. \| Romain Feillu \| Vacansoleil-DCM \| + 0s \| \| \| 10. \| Gert Steegmans \| Quick Step \| + 0s \| \| |                   |                     |          |
| |                   |                     |          |
| |                   |                     |          |
| Classificação por etapas |                   |                     |          |
| Ciclista | Ciclista          | Equipe              | Tempo    |
| 1. | Thomas De Gendt   | Vacansoleil-DCM     | 4h05m06s |
| 2. | Jérémy Roy        | FDJ                 | + 0s     |
| 3. | Heinrich Haussler | Garmin-Cervélo      | + 0s     |
| 4. | Peter Sagan       | Liquigas-Cannondale | + 0s     |
| 5. | Greg Henderson    | Team Sky            | + 0s     |
| 6. | Jens Voigt        | Leopard-Trek        | + 0s     |
| 7. | Wouter Weylandt   | Leopard-Trek        | + 0s     |
| 8. | Danilo Wyss       | BMC Racing Team     | + 0s     |
| 9. | Romain Feillu     | Vacansoleil-DCM     | + 0s     |
| 10. | Gert Steegmans    | Quick Step          | + 0s     |

| \| Classificação geral \| Classificação geral \| Classificação geral \| Classificação geral \| Classificação geral \| \| Ciclista \| Ciclista \| Equipe \| Tempo \| \| \| ------------------- \| ------------------- \| ------------------- \| ------------------- \| ------------------- \| \| 1. \| Thomas De Gendt \| Vacansoleil-DCM \| 4h04m53s \| \| \| 2. \| Jérémy Roy \| FDJ \| + 6s \| \| \| 3. \| Heinrich Haussler \| Garmin-Cervélo \| + 9s \| \| \| 4. \| Damien Gaudin \| Team Europcar \| + 10s \| \| \| 5. \| Jens Voigt \| Leopard-Trek \| + 11s \| \| \| 6. \| Romain Feillu \| Vacansoleil-DCM \| + 12s \| \| \| 7. \| Peter Sagan \| Liquigas-Cannondale \| + 13s \| \| \| 8. \| Greg Henderson \| Team Sky \| + 13s \| \| \| 9. \| Wouter Weylandt \| Leopard-Trek \| + 13s \| \| \| 10. \| Danilo Wyss \| BMC Racing Team \| + 13s \| \| |                   |                     |          |
| |                   |                     |          |
| |                   |                     |          |
| Classificação geral |                   |                     |          |
| Ciclista | Ciclista          | Equipe              | Tempo    |
| 1. | Thomas De Gendt   | Vacansoleil-DCM     | 4h04m53s |
| 2. | Jérémy Roy        | FDJ                 | + 6s     |
| 3. | Heinrich Haussler | Garmin-Cervélo      | + 9s     |
| 4. | Damien Gaudin     | Team Europcar       | + 10s    |
| 5. | Jens Voigt        | Leopard-Trek        | + 11s    |
| 6. | Romain Feillu     | Vacansoleil-DCM     | + 12s    |
| 7. | Peter Sagan       | Liquigas-Cannondale | + 13s    |
| 8. | Greg Henderson    | Team Sky            | + 13s    |
| 9. | Wouter Weylandt   | Leopard-Trek        | + 13s    |
| 10. | Danilo Wyss       | BMC Racing Team     | + 13s    |

### Etapa 2
| Montfort-l'Amaury - Amilly | etapa plana | (199 km) |

| \| Classificação por etapas \| Classificação por etapas \| Classificação por etapas \| Classificação por etapas \| Classificação por etapas \| \| Ciclista \| Ciclista \| Equipe \| Tempo \| \| \| ------------------------ \| ------------------------ \| ------------------------ \| ------------------------ \| ------------------------ \| \| 1. \| Greg Henderson \| Team Sky \| 5h00m06s \| \| \| 2. \| Matthew Goss \| HTC-Highroad \| + 0s \| \| \| 3. \| Denis Galimzyanov \| Katusha \| + 0s \| \| \| 4. \| Heinrich Haussler \| Garmin-Cervélo \| + 0s \| \| \| 5. \| Peter Sagan \| Liquigas-Cannondale \| + 0s \| \| \| 6. \| Romain Feillu \| Vacansoleil-DCM \| + 0s \| \| \| 7. \| Jürgen Roelandts \| Omega Pharma-Lotto \| + 0s \| \| \| 8. \| José Joaquín Rojas \| Movistar Team \| + 0s \| \| \| 9. \| Tomas Vaitkus \| Astana \| + 0s \| \| \| 10. \| Danilo Wyss \| BMC Racing Team \| + 0s \| \| |                    |                     |          |
| |                    |                     |          |
| |                    |                     |          |
| Classificação por etapas |                    |                     |          |
| Ciclista | Ciclista           | Equipe              | Tempo    |
| 1. | Greg Henderson     | Team Sky            | 5h00m06s |
| 2. | Matthew Goss       | HTC-Highroad        | + 0s     |
| 3. | Denis Galimzyanov  | Katusha             | + 0s     |
| 4. | Heinrich Haussler  | Garmin-Cervélo      | + 0s     |
| 5. | Peter Sagan        | Liquigas-Cannondale | + 0s     |
| 6. | Romain Feillu      | Vacansoleil-DCM     | + 0s     |
| 7. | Jürgen Roelandts   | Omega Pharma-Lotto  | + 0s     |
| 8. | José Joaquín Rojas | Movistar Team       | + 0s     |
| 9. | Tomas Vaitkus      | Astana              | + 0s     |
| 10. | Danilo Wyss        | BMC Racing Team     | + 0s     |

| \| Classificação geral \| Classificação geral \| Classificação geral \| Classificação geral \| Classificação geral \| \| Ciclista \| Ciclista \| Equipe \| Tempo \| \| \| ------------------- \| ------------------- \| --------------------------- \| ------------------- \| ------------------- \| \| 1. \| Thomas De Gendt \| Vacansoleil-DCM \| 9h05m48s \| \| \| 2. \| Greg Henderson \| Team Sky \| + 4s \| \| \| 3. \| Jérémy Roy \| FDJ \| + 7s \| \| \| 4. \| Matthew Goss \| HTC-Highroad \| + 8s \| \| \| 5. \| Tony Gallopin \| Cofidis, le Crédit en Ligne \| + 8s \| \| \| 6. \| Heinrich Haussler \| Garmin-Cervélo \| + 10s \| \| \| 7. \| Denis Galimzyanov \| Katusha \| + 10s \| \| \| 8. \| Jens Voigt \| Leopard-Trek \| + 12s \| \| \| 9. \| Romain Feillu \| Vacansoleil-DCM \| + 13s \| \| \| 10. \| Peter Sagan \| Liquigas-Cannondale \| + 14s \| \| |                   |                             |          |
| |                   |                             |          |
| |                   |                             |          |
| Classificação geral |                   |                             |          |
| Ciclista | Ciclista          | Equipe                      | Tempo    |
| 1. | Thomas De Gendt   | Vacansoleil-DCM             | 9h05m48s |
| 2. | Greg Henderson    | Team Sky                    | + 4s     |
| 3. | Jérémy Roy        | FDJ                         | + 7s     |
| 4. | Matthew Goss      | HTC-Highroad                | + 8s     |
| 5. | Tony Gallopin     | Cofidis, le Crédit en Ligne | + 8s     |
| 6. | Heinrich Haussler | Garmin-Cervélo              | + 10s    |
| 7. | Denis Galimzyanov | Katusha                     | + 10s    |
| 8. | Jens Voigt        | Leopard-Trek                | + 12s    |
| 9. | Romain Feillu     | Vacansoleil-DCM             | + 13s    |
| 10. | Peter Sagan       | Liquigas-Cannondale         | + 14s    |

### Etapa 3
| Cosne-Cours-sur-Loire - Nuits-Saint-Georges | etapa escarpada | (202 km) |

| \| Classificação por etapas \| Classificação por etapas \| Classificação por etapas \| Classificação por etapas \| Classificação por etapas \| \| Ciclista \| Ciclista \| Equipe \| Tempo \| \| \| ------------------------ \| ------------------------ \| ------------------------ \| ------------------------ \| ------------------------ \| \| 1. \| Matthew Goss \| HTC-Highroad \| 5h16m48s \| \| \| 2. \| Heinrich Haussler \| Garmin-Cervélo \| + 0s \| \| \| 3. \| Denis Galimzyanov \| Katusha \| + 0s \| \| \| 4. \| José Joaquín Rojas \| Movistar Team \| + 0s \| \| \| 5. \| Geraint Thomas \| Team Sky \| + 0s \| \| \| 6. \| Greg Henderson \| Team Sky \| + 0s \| \| \| 7. \| Anthony Ravard \| AG2R La Mondiale \| + 0s \| \| \| 8. \| Francesco Gavazzi \| Lampre-ISD \| + 0s \| \| \| 9. \| Romain Feillu \| Vacansoleil-DCM \| + 0s \| \| \| 10. \| Valerio Agnoli \| Liquigas-Cannondale \| + 0s \| \| |                    |                     |          |
| |                    |                     |          |
| |                    |                     |          |
| Classificação por etapas |                    |                     |          |
| Ciclista | Ciclista           | Equipe              | Tempo    |
| 1. | Matthew Goss       | HTC-Highroad        | 5h16m48s |
| 2. | Heinrich Haussler  | Garmin-Cervélo      | + 0s     |
| 3. | Denis Galimzyanov  | Katusha             | + 0s     |
| 4. | José Joaquín Rojas | Movistar Team       | + 0s     |
| 5. | Geraint Thomas     | Team Sky            | + 0s     |
| 6. | Greg Henderson     | Team Sky            | + 0s     |
| 7. | Anthony Ravard     | AG2R La Mondiale    | + 0s     |
| 8. | Francesco Gavazzi  | Lampre-ISD          | + 0s     |
| 9. | Romain Feillu      | Vacansoleil-DCM     | + 0s     |
| 10. | Valerio Agnoli     | Liquigas-Cannondale | + 0s     |

| \| Classificação geral \| Classificação geral \| Classificação geral \| Classificação geral \| Classificação geral \| \| Ciclista \| Ciclista \| Equipe \| Tempo \| \| \| ------------------- \| ------------------- \| --------------------------- \| ------------------- \| ------------------- \| \| 1. \| Matthew Goss \| HTC-Highroad \| 14h22m34s \| \| \| 2. \| Thomas De Gendt \| Vacansoleil-DCM \| + 2s \| \| \| 3. \| Heinrich Haussler \| Garmin-Cervélo \| + 6s \| \| \| 4. \| Greg Henderson \| Team Sky \| + 6s \| \| \| 5. \| Denis Galimzyanov \| Katusha \| + 8s \| \| \| 6. \| Jérémy Roy \| FDJ \| + 9s \| \| \| 7. \| Tony Gallopin \| Cofidis, le Crédit en Ligne \| + 10s \| \| \| 8. \| Cyril Gautier \| Team Europcar \| + 11s \| \| \| 9. \| Cédric Pineau \| FDJ \| + 11s \| \| \| 10. \| Jens Voigt \| Leopard-Trek \| + 14s \| \| |                   |                             |           |
| |                   |                             |           |
| |                   |                             |           |
| Classificação geral |                   |                             |           |
| Ciclista | Ciclista          | Equipe                      | Tempo     |
| 1. | Matthew Goss      | HTC-Highroad                | 14h22m34s |
| 2. | Thomas De Gendt   | Vacansoleil-DCM             | + 2s      |
| 3. | Heinrich Haussler | Garmin-Cervélo              | + 6s      |
| 4. | Greg Henderson    | Team Sky                    | + 6s      |
| 5. | Denis Galimzyanov | Katusha                     | + 8s      |
| 6. | Jérémy Roy        | FDJ                         | + 9s      |
| 7. | Tony Gallopin     | Cofidis, le Crédit en Ligne | + 10s     |
| 8. | Cyril Gautier     | Team Europcar               | + 11s     |
| 9. | Cédric Pineau     | FDJ                         | + 11s     |
| 10. | Jens Voigt        | Leopard-Trek                | + 14s     |

### Etapa 4
| Crêches-sur-Saône - Belleville | etapa escarpada | (191 km) |

| \| Classificação por etapas \| Classificação por etapas \| Classificação por etapas \| Classificação por etapas \| Classificação por etapas \| \| Ciclista \| Ciclista \| Equipe \| Tempo \| \| \| ------------------------ \| ------------------------ \| --------------------------- \| ------------------------ \| ------------------------ \| \| 1. \| Thomas Voeckler \| Team Europcar \| 5h04m20s \| \| \| 2. \| Rémi Pauriol \| FDJ \| + 0s \| \| \| 3. \| Thomas De Gendt \| Vacansoleil-DCM \| + 0s \| \| \| 4. \| Rémy Di Gregorio \| Astana \| + 0s \| \| \| 5. \| Heinrich Haussler \| Garmin-Cervélo \| + 13s \| \| \| 6. \| Peter Sagan \| Liquigas-Cannondale \| + 13s \| \| \| 7. \| Romain Feillu \| Vacansoleil-DCM \| + 13s \| \| \| 8. \| Samuel Dumoulin \| Cofidis, le Crédit en Ligne \| + 13s \| \| \| 9. \| Grega Bole \| Lampre-ISD \| + 13s \| \| \| 10. \| Danilo Wyss \| BMC Racing Team \| + 13s \| \| |                   |                             |          |
| |                   |                             |          |
| |                   |                             |          |
| Classificação por etapas |                   |                             |          |
| Ciclista | Ciclista          | Equipe                      | Tempo    |
| 1. | Thomas Voeckler   | Team Europcar               | 5h04m20s |
| 2. | Rémi Pauriol      | FDJ                         | + 0s     |
| 3. | Thomas De Gendt   | Vacansoleil-DCM             | + 0s     |
| 4. | Rémy Di Gregorio  | Astana                      | + 0s     |
| 5. | Heinrich Haussler | Garmin-Cervélo              | + 13s    |
| 6. | Peter Sagan       | Liquigas-Cannondale         | + 13s    |
| 7. | Romain Feillu     | Vacansoleil-DCM             | + 13s    |
| 8. | Samuel Dumoulin   | Cofidis, le Crédit en Ligne | + 13s    |
| 9. | Grega Bole        | Lampre-ISD                  | + 13s    |
| 10. | Danilo Wyss       | BMC Racing Team             | + 13s    |

| \| Classificação geral \| Classificação geral \| Classificação geral \| Classificação geral \| Classificação geral \| \| Ciclista \| Ciclista \| Equipe \| Tempo \| \| \| ------------------- \| ------------------- \| --------------------------- \| ------------------- \| ------------------- \| \| 1. \| Thomas De Gendt \| Vacansoleil-DCM \| 19h26m46s \| \| \| 2. \| Thomas Voeckler \| Team Europcar \| + 10s \| \| \| 3. \| Rémi Pauriol \| FDJ \| + 16s \| \| \| 4. \| Matthew Goss \| HTC-Highroad \| + 21s \| \| \| 5. \| Rémy Di Gregorio \| Astana \| + 24s \| \| \| 6. \| Heinrich Haussler \| Garmin-Cervélo \| + 27s \| \| \| 7. \| Jérémy Roy \| FDJ \| + 30s \| \| \| 8. \| Tony Gallopin \| Cofidis, le Crédit en Ligne \| + 31s \| \| \| 9. \| Cyril Gautier \| Team Europcar \| + 32s \| \| \| 10. \| Jens Voigt \| Leopard-Trek \| + 35s \| \| |                   |                             |           |
| |                   |                             |           |
| |                   |                             |           |
| Classificação geral |                   |                             |           |
| Ciclista | Ciclista          | Equipe                      | Tempo     |
| 1. | Thomas De Gendt   | Vacansoleil-DCM             | 19h26m46s |
| 2. | Thomas Voeckler   | Team Europcar               | + 10s     |
| 3. | Rémi Pauriol      | FDJ                         | + 16s     |
| 4. | Matthew Goss      | HTC-Highroad                | + 21s     |
| 5. | Rémy Di Gregorio  | Astana                      | + 24s     |
| 6. | Heinrich Haussler | Garmin-Cervélo              | + 27s     |
| 7. | Jérémy Roy        | FDJ                         | + 30s     |
| 8. | Tony Gallopin     | Cofidis, le Crédit en Ligne | + 31s     |
| 9. | Cyril Gautier     | Team Europcar               | + 32s     |
| 10. | Jens Voigt        | Leopard-Trek                | + 35s     |

### Etapa 5
| Saint-Symphorien-sur-Coise - Vernoux-en-Vivarais | média montanha | (193 km) |

| \| Classificação por etapas \| Classificação por etapas \| Classificação por etapas \| Classificação por etapas \| Classificação por etapas \| \| Ciclista \| Ciclista \| Equipe \| Tempo \| \| \| ------------------------ \| ------------------------ \| --------------------------- \| ------------------------ \| ------------------------ \| \| 1. \| Andreas Klöden \| Team RadioShack \| 4h59m00s \| \| \| 2. \| Samuel Sánchez \| Euskaltel-Euskadi \| + 0s \| \| \| 3. \| Matteo Carrara \| Vacansoleil-DCM \| + 0s \| \| \| 4. \| Tony Martin \| HTC-Highroad \| + 0s \| \| \| 5. \| Rein Taaramäe \| Cofidis, le Crédit en Ligne \| + 0s \| \| \| 6. \| Robert Kišerlovski \| Astana \| + 0s \| \| \| 7. \| Janez Brajkovič \| Team RadioShack \| + 0s \| \| \| 8. \| Xavier Tondo \| Movistar Team \| + 0s \| \| \| 9. \| Luis León Sánchez \| Rabobank \| + 18s \| \| \| 10. \| Pierre Rolland \| Team Europcar \| + 19s \| \| |                    |                             |          |
| |                    |                             |          |
| |                    |                             |          |
| Classificação por etapas |                    |                             |          |
| Ciclista | Ciclista           | Equipe                      | Tempo    |
| 1. | Andreas Klöden     | Team RadioShack             | 4h59m00s |
| 2. | Samuel Sánchez     | Euskaltel-Euskadi           | + 0s     |
| 3. | Matteo Carrara     | Vacansoleil-DCM             | + 0s     |
| 4. | Tony Martin        | HTC-Highroad                | + 0s     |
| 5. | Rein Taaramäe      | Cofidis, le Crédit en Ligne | + 0s     |
| 6. | Robert Kišerlovski | Astana                      | + 0s     |
| 7. | Janez Brajkovič    | Team RadioShack             | + 0s     |
| 8. | Xavier Tondo       | Movistar Team               | + 0s     |
| 9. | Luis León Sánchez  | Rabobank                    | + 18s    |
| 10. | Pierre Rolland     | Team Europcar               | + 19s    |

| \| Classificação geral \| Classificação geral \| Classificação geral \| Classificação geral \| Classificação geral \| \| Ciclista \| Ciclista \| Equipe \| Tempo \| \| \| ------------------- \| ------------------- \| --------------------------- \| ------------------- \| ------------------- \| \| 1. \| Andreas Klöden \| Team RadioShack \| 24h26m13s \| \| \| 2. \| Samuel Sánchez \| Euskaltel-Euskadi \| + 4s \| \| \| 3. \| Matteo Carrara \| Vacansoleil-DCM \| + 6s \| \| \| 4. \| Tony Martin \| HTC-Highroad \| + 10s \| \| \| 5. \| Robert Kišerlovski \| Astana \| + 10s \| \| \| 6. \| Janez Brajkovič \| Team RadioShack \| + 10s \| \| \| 7. \| Xavier Tondo \| Movistar Team \| + 10s \| \| \| 8. \| Rein Taaramäe \| Cofidis, le Crédit en Ligne \| + 10s \| \| \| 9. \| Luis León Sánchez \| Rabobank \| + 28s \| \| \| 10. \| Roman Kreuziger \| Astana \| + 3m29s \| \| |                    |                             |           |
| |                    |                             |           |
| |                    |                             |           |
| Classificação geral |                    |                             |           |
| Ciclista | Ciclista           | Equipe                      | Tempo     |
| 1. | Andreas Klöden     | Team RadioShack             | 24h26m13s |
| 2. | Samuel Sánchez     | Euskaltel-Euskadi           | + 4s      |
| 3. | Matteo Carrara     | Vacansoleil-DCM             | + 6s      |
| 4. | Tony Martin        | HTC-Highroad                | + 10s     |
| 5. | Robert Kišerlovski | Astana                      | + 10s     |
| 6. | Janez Brajkovič    | Team RadioShack             | + 10s     |
| 7. | Xavier Tondo       | Movistar Team               | + 10s     |
| 8. | Rein Taaramäe      | Cofidis, le Crédit en Ligne | + 10s     |
| 9. | Luis León Sánchez  | Rabobank                    | + 28s     |
| 10. | Roman Kreuziger    | Astana                      | + 3m29s   |

### Etapa 6
| Rognes - Aix-en-Provence | contrarrelógio individual | (27 km) |

| \| Classificação por etapas \| Classificação por etapas \| Classificação por etapas \| Classificação por etapas \| Classificação por etapas \| \| Ciclista \| Ciclista \| Equipe \| Tempo \| \| \| ------------------------ \| ------------------------ \| --------------------------- \| ------------------------ \| ------------------------ \| \| 1. \| Tony Martin \| HTC-Highroad \| 33m24s \| \| \| 2. \| Bradley Wiggins \| Team Sky \| + 20s \| \| \| 3. \| Richie Porte \| Saxo Bank-Sungard \| + 3m29s \| \| \| 4. \| Andreas Klöden \| Team RadioShack \| + 46s \| \| \| 5. \| Jean-Christophe Péraud \| AG2R La Mondiale \| + 55s \| \| \| 6. \| Lieuwe Westra \| Vacansoleil-DCM \| + 57s \| \| \| 7. \| Andrew Talansky \| Garmin-Cervélo \| + 1m05s \| \| \| 8. \| Rein Taaramäe \| Cofidis, le Crédit en Ligne \| + 1m10s \| \| \| 9. \| Levi Leipheimer \| Team RadioShack \| + 1m10s \| \| \| 10. \| Tejay van Garderen \| HTC-Highroad \| + 1m20s \| \| |                        |                             |         |
| |                        |                             |         |
| |                        |                             |         |
| Classificação por etapas |                        |                             |         |
| Ciclista | Ciclista               | Equipe                      | Tempo   |
| 1. | Tony Martin            | HTC-Highroad                | 33m24s  |
| 2. | Bradley Wiggins        | Team Sky                    | + 20s   |
| 3. | Richie Porte           | Saxo Bank-Sungard           | + 3m29s |
| 4. | Andreas Klöden         | Team RadioShack             | + 46s   |
| 5. | Jean-Christophe Péraud | AG2R La Mondiale            | + 55s   |
| 6. | Lieuwe Westra          | Vacansoleil-DCM             | + 57s   |
| 7. | Andrew Talansky        | Garmin-Cervélo              | + 1m05s |
| 8. | Rein Taaramäe          | Cofidis, le Crédit en Ligne | + 1m10s |
| 9. | Levi Leipheimer        | Team RadioShack             | + 1m10s |
| 10. | Tejay van Garderen     | HTC-Highroad                | + 1m20s |

| \| Classificação geral \| Classificação geral \| Classificação geral \| Classificação geral \| Classificação geral \| \| Ciclista \| Ciclista \| Equipe \| Tempo \| \| \| ------------------- \| ---------------------- \| --------------------------- \| ------------------- \| ------------------- \| \| 1. \| Tony Martin \| HTC-Highroad \| 24h59m47s \| \| \| 2. \| Andreas Klöden \| Team RadioShack \| + 36s \| \| \| 3. \| Bradley Wiggins \| Team Sky \| + 1m09s \| \| \| 4. \| Rein Taaramäe \| Cofidis, le Crédit en Ligne \| + 1m10s \| \| \| 5. \| Jean-Christophe Péraud \| AG2R La Mondiale \| + 1m14s \| \| \| 6. \| Levi Leipheimer \| Team RadioShack \| + 1m20s \| \| \| 7. \| Janez Brajkovič \| Team RadioShack \| + 1m32s \| \| \| 8. \| Samuel Sánchez \| Euskaltel-Euskadi \| + 1m37s \| \| \| 9. \| Xavier Tondo \| Movistar Team \| + 1m51s \| \| \| 10. \| Bauke Mollema \| Rabobank \| + 1m57s \| \| |                        |                             |           |
| |                        |                             |           |
| |                        |                             |           |
| Classificação geral |                        |                             |           |
| Ciclista | Ciclista               | Equipe                      | Tempo     |
| 1. | Tony Martin            | HTC-Highroad                | 24h59m47s |
| 2. | Andreas Klöden         | Team RadioShack             | + 36s     |
| 3. | Bradley Wiggins        | Team Sky                    | + 1m09s   |
| 4. | Rein Taaramäe          | Cofidis, le Crédit en Ligne | + 1m10s   |
| 5. | Jean-Christophe Péraud | AG2R La Mondiale            | + 1m14s   |
| 6. | Levi Leipheimer        | Team RadioShack             | + 1m20s   |
| 7. | Janez Brajkovič        | Team RadioShack             | + 1m32s   |
| 8. | Samuel Sánchez         | Euskaltel-Euskadi           | + 1m37s   |
| 9. | Xavier Tondo           | Movistar Team               | + 1m51s   |
| 10. | Bauke Mollema          | Rabobank                    | + 1m57s   |

### Etapa 7
| Brignoles - Biot | média montanha | (215 km) |

| \| Classificação por etapas \| Classificação por etapas \| Classificação por etapas \| Classificação por etapas \| Classificação por etapas \| \| Ciclista \| Ciclista \| Equipe \| Tempo \| \| \| ------------------------ \| ------------------------ \| --------------------------- \| ------------------------ \| ------------------------ \| \| 1. \| Rémy Di Gregorio \| Astana \| 5h46m23s \| \| \| 2. \| Samuel Sánchez \| Euskaltel-Euskadi \| + 5s \| \| \| 3. \| Rigoberto Urán \| Team Sky \| + 5s \| \| \| 4. \| Andreas Klöden \| Team RadioShack \| + 7s \| \| \| 5. \| Tony Martin \| HTC-Highroad \| + 7s \| \| \| 6. \| Rein Taaramäe \| Cofidis, le Crédit en Ligne \| + 7s \| \| \| 7. \| Janez Brajkovič \| Team RadioShack \| + 9s \| \| \| 8. \| Bradley Wiggins \| Team Sky \| + 9s \| \| \| 9. \| Xavier Tondo \| Movistar Team \| + 9s \| \| \| 10. \| Maxime Monfort \| Leopard-Trek \| + 11s \| \| |                  |                             |          |
| |                  |                             |          |
| |                  |                             |          |
| Classificação por etapas |                  |                             |          |
| Ciclista | Ciclista         | Equipe                      | Tempo    |
| 1. | Rémy Di Gregorio | Astana                      | 5h46m23s |
| 2. | Samuel Sánchez   | Euskaltel-Euskadi           | + 5s     |
| 3. | Rigoberto Urán   | Team Sky                    | + 5s     |
| 4. | Andreas Klöden   | Team RadioShack             | + 7s     |
| 5. | Tony Martin      | HTC-Highroad                | + 7s     |
| 6. | Rein Taaramäe    | Cofidis, le Crédit en Ligne | + 7s     |
| 7. | Janez Brajkovič  | Team RadioShack             | + 9s     |
| 8. | Bradley Wiggins  | Team Sky                    | + 9s     |
| 9. | Xavier Tondo     | Movistar Team               | + 9s     |
| 10. | Maxime Monfort   | Leopard-Trek                | + 11s    |

| \| Classificação geral \| Classificação geral \| Classificação geral \| Classificação geral \| Classificação geral \| \| Ciclista \| Ciclista \| Equipe \| Tempo \| \| \| ------------------- \| ---------------------- \| --------------------------- \| ------------------- \| ------------------- \| \| 1. \| Tony Martin \| HTC-Highroad \| 30h46m17s \| \| \| 2. \| Andreas Klöden \| Team RadioShack \| + 36s \| \| \| 3. \| Bradley Wiggins \| Team Sky \| + 41s \| \| \| 4. \| Rein Taaramäe \| Cofidis, le Crédit en Ligne \| + 1m10s \| \| \| 5. \| Jean-Christophe Péraud \| AG2R La Mondiale \| + 1m21s \| \| \| 6. \| Samuel Sánchez \| Euskaltel-Euskadi \| + 1m20s \| \| \| 7. \| Janez Brajkovič \| Team RadioShack \| + 1m34s \| \| \| 8. \| Levi Leipheimer \| Team RadioShack \| + 1m36s \| \| \| 9. \| Xavier Tondo \| Movistar Team \| + 1m53s \| \| \| 10. \| Bauke Mollema \| Rabobank \| + 2m04s \| \| |                        |                             |           |
| |                        |                             |           |
| |                        |                             |           |
| Classificação geral |                        |                             |           |
| Ciclista | Ciclista               | Equipe                      | Tempo     |
| 1. | Tony Martin            | HTC-Highroad                | 30h46m17s |
| 2. | Andreas Klöden         | Team RadioShack             | + 36s     |
| 3. | Bradley Wiggins        | Team Sky                    | + 41s     |
| 4. | Rein Taaramäe          | Cofidis, le Crédit en Ligne | + 1m10s   |
| 5. | Jean-Christophe Péraud | AG2R La Mondiale            | + 1m21s   |
| 6. | Samuel Sánchez         | Euskaltel-Euskadi           | + 1m20s   |
| 7. | Janez Brajkovič        | Team RadioShack             | + 1m34s   |
| 8. | Levi Leipheimer        | Team RadioShack             | + 1m36s   |
| 9. | Xavier Tondo           | Movistar Team               | + 1m53s   |
| 10. | Bauke Mollema          | Rabobank                    | + 2m04s   |

### Etapa 8
| Nice - Nice | média montanha | (124 km) |

| \| Classificação por etapas \| Classificação por etapas \| Classificação por etapas \| Classificação por etapas \| Classificação por etapas \| \| Ciclista \| Ciclista \| Equipe \| Tempo \| \| \| ------------------------ \| ------------------------ \| --------------------------- \| ------------------------ \| ------------------------ \| \| 1. \| Thomas Voeckler \| Team Europcar \| 3h15m58s \| \| \| 2. \| Diego Ulissi \| Lampre-ISD \| + 23s \| \| \| 3. \| Julien El Fares \| Cofidis, le Crédit en Ligne \| + 1m06s \| \| \| 4. \| Samuel Sánchez \| Euskaltel-Euskadi \| + 1m06s \| \| \| 5. \| David López García \| Movistar Team \| + 1m06s \| \| \| 6. \| Matteo Carrara \| Vacansoleil-DCM \| + 1m08s \| \| \| 7. \| Gorka Izagirre \| Euskaltel-Euskadi \| + 1m12s \| \| \| 8. \| José Joaquín Rojas \| Movistar Team \| + 1m22s \| \| \| 9. \| Simon Špilak \| Lampre-ISD \| + 1m22s \| \| \| 10. \| Tomas Vaitkus \| Astana \| + 1m22s \| \| |                    |                             |          |
| |                    |                             |          |
| |                    |                             |          |
| Classificação por etapas |                    |                             |          |
| Ciclista | Ciclista           | Equipe                      | Tempo    |
| 1. | Thomas Voeckler    | Team Europcar               | 3h15m58s |
| 2. | Diego Ulissi       | Lampre-ISD                  | + 23s    |
| 3. | Julien El Fares    | Cofidis, le Crédit en Ligne | + 1m06s  |
| 4. | Samuel Sánchez     | Euskaltel-Euskadi           | + 1m06s  |
| 5. | David López García | Movistar Team               | + 1m06s  |
| 6. | Matteo Carrara     | Vacansoleil-DCM             | + 1m08s  |
| 7. | Gorka Izagirre     | Euskaltel-Euskadi           | + 1m12s  |
| 8. | José Joaquín Rojas | Movistar Team               | + 1m22s  |
| 9. | Simon Špilak       | Lampre-ISD                  | + 1m22s  |
| 10. | Tomas Vaitkus      | Astana                      | + 1m22s  |

## Classificações Finais

### Classificação geral
| \| Classificação geral \| Classificação geral \| Classificação geral \| Classificação geral \| Classificação geral \| \| Ciclista \| Ciclista \| Equipe \| Tempo \| \| \| ------------------- \| ---------------------- \| --------------------------- \| ------------------- \| ------------------- \| \| 1. \| Tony Martin \| HTC-Highroad \| 34h03m37s \| \| \| 2. \| Andreas Klöden \| Team RadioShack \| + 36s \| \| \| 3. \| Bradley Wiggins \| Team Sky \| + 41s \| \| \| 4. \| Rein Taaramäe \| Cofidis, le Crédit en Ligne \| + 1m10s \| \| \| 5. \| Samuel Sánchez \| Euskaltel-Euskadi \| + 1m13s \| \| \| 6. \| Jean-Christophe Péraud \| AG2R La Mondiale \| + 1m24s \| \| \| 7. \| Janez Brajkovič \| Team RadioShack \| + 1m34s \| \| \| 8. \| Levi Leipheimer \| Team RadioShack \| + 1m36s \| \| \| 9. \| Bauke Mollema \| Rabobank \| + 2m04s \| \| \| 10. \| Maxime Monfort \| Leopard-Trek \| + 2m26s \| \| |                        |                             |           |
| |                        |                             |           |
| Fonte: ProCyclingStats |                        |                             |           |
| Classificação geral |                        |                             |           |
| Ciclista | Ciclista               | Equipe                      | Tempo     |
| 1. | Tony Martin            | HTC-Highroad                | 34h03m37s |
| 2. | Andreas Klöden         | Team RadioShack             | + 36s     |
| 3. | Bradley Wiggins        | Team Sky                    | + 41s     |
| 4. | Rein Taaramäe          | Cofidis, le Crédit en Ligne | + 1m10s   |
| 5. | Samuel Sánchez         | Euskaltel-Euskadi           | + 1m13s   |
| 6. | Jean-Christophe Péraud | AG2R La Mondiale            | + 1m24s   |
| 7. | Janez Brajkovič        | Team RadioShack             | + 1m34s   |
| 8. | Levi Leipheimer        | Team RadioShack             | + 1m36s   |
| 9. | Bauke Mollema          | Rabobank                    | + 2m04s   |
| 10. | Maxime Monfort         | Leopard-Trek                | + 2m26s   |

### Classificação por pontos
| Classificação por pontos | Classificação por pontos | Classificação por pontos    | Classificação por pontos | Classificação por pontos |
| Ciclista                 | Ciclista                 | Equipe                      | Pontos                   |                          |
| ------------------------ | ------------------------ | --------------------------- | ------------------------ | ------------------------ |
| 1.                       | Heinrich Haussler        | Garmin-Cervélo              | 84 pts                   |                          |
| 2.                       | Andreas Klöden           | Team RadioShack             | 70 pts                   |                          |
| 3.                       | Samuel Sánchez           | Euskaltel-Euskadi           | 67 pts                   |                          |
| 4.                       | Tony Martin              | HTC-Highroad                | 64 pts                   |                          |
| 5.                       | Thomas De Gendt          | Vacansoleil-DCM             | 61 pts                   |                          |
| 6.                       | Thomas Voeckler          | Team Europcar               | 56 pts                   |                          |
| 7.                       | Matthew Goss             | HTC-Highroad                | 55 pts                   |                          |
| 8.                       | José Joaquín Rojas       | Movistar Team               | 54 pts                   |                          |
| 9.                       | Rein Taaramäe            | Cofidis, le Crédit en Ligne | 47 pts                   |                          |
| 10.                      | Bradley Wiggins          | Team Sky                    | 46 pts                   |                          |

### Classificação da montanha
| Classificação da montanha | Classificação da montanha | Classificação da montanha | Classificação da montanha | Classificação da montanha |
| Ciclista                  | Ciclista                  | Equipe                    | Pontos                    |                           |
| ------------------------- | ------------------------- | ------------------------- | ------------------------- | ------------------------- |
| 1.                        | Rémi Pauriol              | FDJ                       | 56 pts                    |                           |
| 2.                        | Thomas Voeckler           | Team Europcar             | 29 pts                    |                           |
| 3.                        | David López García        | Movistar Team             | 28 pts                    |                           |
| 4.                        | Éric Berthou              | Bretagne-Schuller         | 27 pts                    |                           |
| 5.                        | Diego Ulissi              | Lampre-ISD                | 21 pts                    |                           |
| 6.                        | Rémy Di Gregorio          | Astana                    | 21 pts                    |                           |
| 7.                        | Karsten Kroon             | BMC Racing Team           | 21 pts                    |                           |
| 8.                        | Hubert Dupont             | AG2R La Mondiale          | 18 pts                    |                           |
| 9.                        | Matteo Carrara            | Vacansoleil-DCM           | 17 pts                    |                           |
| 10.                       | Thomas De Gendt           | Vacansoleil-DCM           | 15 pts                    |                           |

### Classificação dos jovens
| Classificação dos jovens | Classificação dos jovens | Classificação dos jovens    | Classificação dos jovens | Classificação dos jovens |
| Ciclista                 | Ciclista                 | Equipe                      | Tempo                    |                          |
| ------------------------ | ------------------------ | --------------------------- | ------------------------ | ------------------------ |
| 1.                       | Rein Taaramäe            | Cofidis, le Crédit en Ligne | 34h04m47s                |                          |
| 2.                       | Bauke Mollema            | Rabobank                    | + 54s                    |                          |
| 3.                       | Simon Špilak             | Lampre-ISD                  | + 2m14s                  |                          |
| 4.                       | Blel Kadri               | AG2R La Mondiale            | + 5m09s                  |                          |
| 5.                       | Roman Kreuziger          | Astana                      | + 6m00s                  |                          |
| 6.                       | Diego Ulissi             | Lampre-ISD                  | + 7m04s                  |                          |
| 7.                       | Rigoberto Urán           | Team Sky                    | + 15m18s                 |                          |
| 8.                       | Tejay van Garderen       | HTC-Highroad                | + 17m50s                 |                          |
| 9.                       | Thomas De Gendt          | Vacansoleil-DCM             | + 25m25s                 |                          |
| 10.                      | Arnold Jeannesson        | FDJ                         | + 25m35s                 |                          |

### Classificação por equipas
| Classificação por equipes | Classificação por equipes | Classificação por equipes | Classificação por equipes |
| Equipe                    | Equipe                    | Tempo                     |                           |
| ------------------------- | ------------------------- | ------------------------- | ------------------------- |
| 1.                        | Team RadioShack           | 102h14m47s                |                           |
| 2.                        | Sky ProCycling            | + 3m04s                   |                           |
| 3.                        | Movistar Team             | + 9m37s                   |                           |
| 4.                        | Astana                    | + 14m25s                  |                           |
| 5.                        | HTC-Highroad              | + 14m31s                  |                           |

## Evolução das classificações
| Etapa (Vencedor)             | Classificação geral | Classificação por pontos | Classificação da montanha | Classificação dos jovens | Classificação por equipas |
| ---------------------------- | ------------------- | ------------------------ | ------------------------- | ------------------------ | ------------------------- |
| 1ª etapa (Thomas De Gendt)   | Thomas De Gendt     | Thomas De Gendt          | Damien Gaudin             | Thomas De Gendt          | Vacansoleil-DCM           |
| 2ª etapa (Greg Henderson)    | Thomas De Gendt     | Greg Henderson           | Damien Gaudin             | Thomas De Gendt          | Vacansoleil-DCM           |
| 3ª etapa (Matthew Goss)      | Matthew Goss        | Heinrich Haussler        | Jussi Veikkanen           | Matthew Goss             | Vacansoleil-DCM           |
| 4ª etapa (Thomas Voeckler)   | Thomas De Gendt     | Heinrich Haussler        | Rémi Pauriol              | Thomas De Gendt          | Vacansoleil-DCM           |
| 5ª etapa (Andreas Klöden)    | Andreas Klöden      | Heinrich Haussler        | Rémi Pauriol              | Robert Kiserlovski       | RadioShack                |
| 6ª etapa (CRI) (Tony Martin) | Tony Martin         | Heinrich Haussler        | Rémi Pauriol              | Rein Taaramäe            | RadioShack                |
| 7ª etapa (Rémy Di Gregorio)  | Tony Martin         | Heinrich Haussler        | Rémi Pauriol              | Rein Taaramäe            | RadioShack                |
| 8ª etapa (Thomas Voeckler)   | Tony Martin         | Heinrich Haussler        | Rémi Pauriol              | Rein Taaramäe            | RadioShack                |
| Final                        | Tony Martin         | Heinrich Haussler        | Rémi Pauriol              | Rein Taaramäe            | RadioShack                |